# Eduard Orth

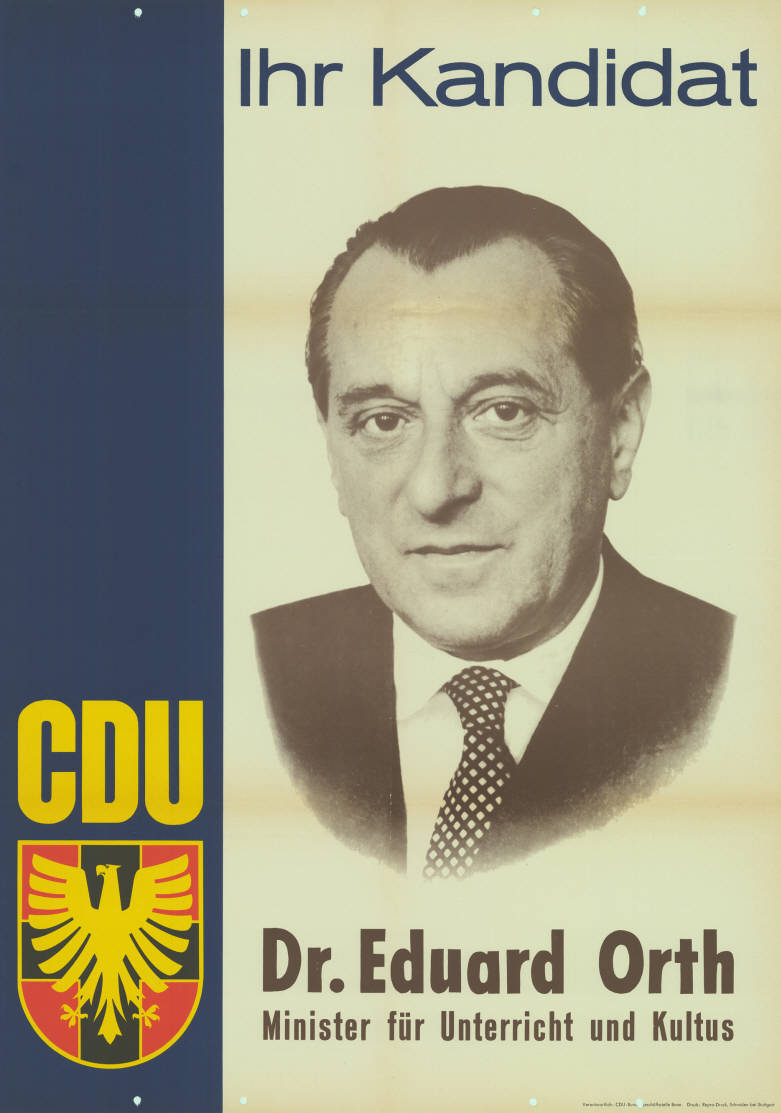
Kandidatenplakat der CDU zur Landtagswahl in Rheinland-Pfalz 1963

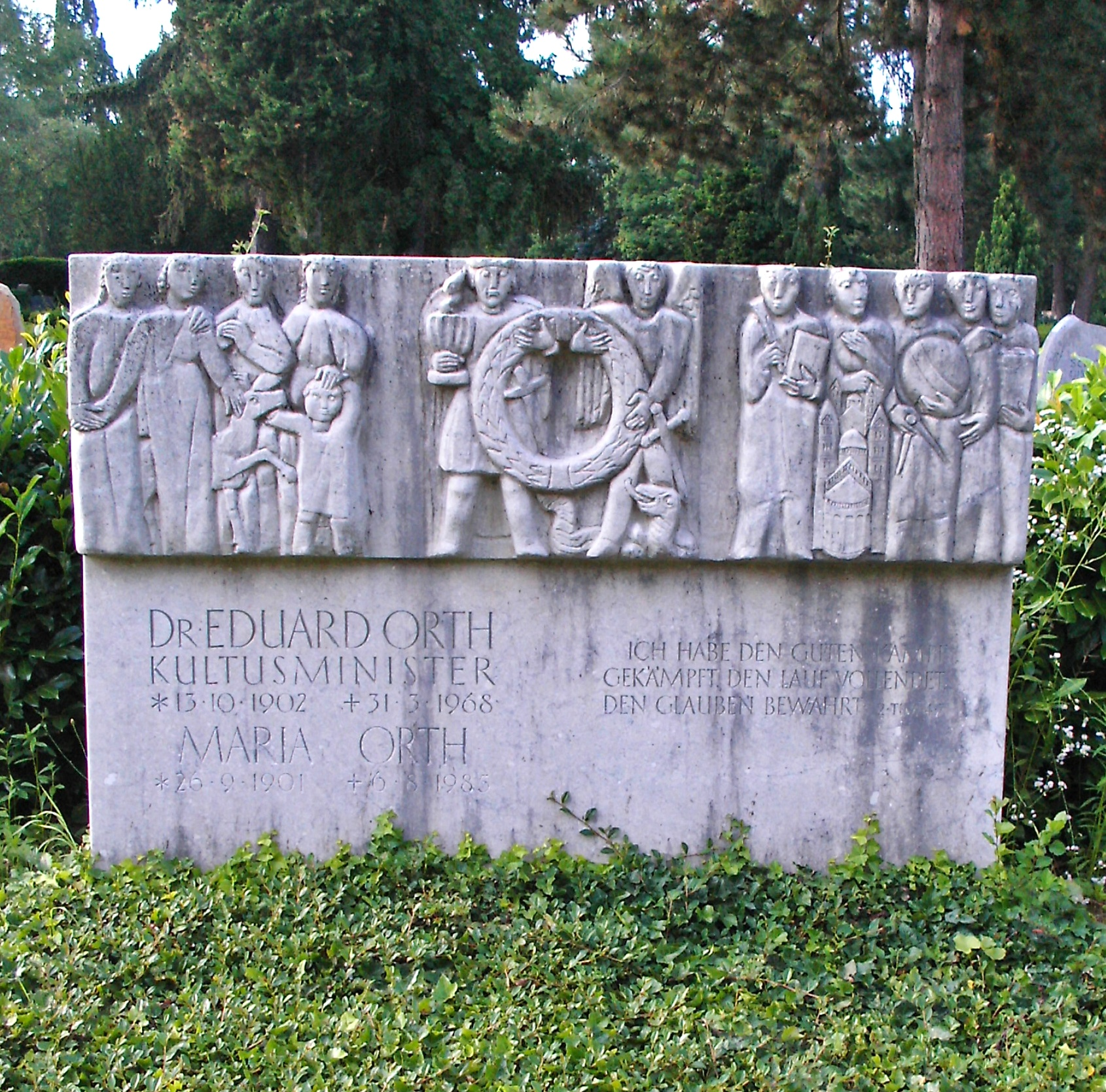
Grabstätte, Friedhof Speyer

Eduard Orth (* 13. Oktober 1902 in Germersheim; † 31. März 1968 in Mainz) war ein deutscher Volkswirt, Unternehmer und Politiker (CDU).

## Leben und Beruf
Orth wurde als Sohn eines Postbeamten geboren. Nach dem Abitur 1922 am Humanistischen Gymnasium in Neustadt an der Weinstraße, heute Kurfürst-Ruprecht-Gymnasium, nahm er ein Studium der Betriebs- und Volkswirtschaft, der Staatswissenschaften sowie der Kunstgeschichte in Mannheim, München und Innsbruck auf. Er war Mitglied der katholischen Studentenverbindungen KStV Eckart Mannheim, KStV Ottonia München und KStV Rhenania Innsbruck sowie Ehrenphilister der KStV Kurpfalz Mainz und KStV Normannia-Greifswald zu Mainz. Das Studium schloss er mit der Promotion zum Dr. rer. pol. ab.
Orth arbeitete zunächst als kaufmännischer Angestellter und war von 1927 bis 1956 als Leiter und Teilhaber einer Möbelfabrik in Speyer tätig. Seit 1945 war er stellvertretender Vorsitzender des Hauptverbandes der deutschen holzverarbeitenden Industrie.
Am 31. März 1968 erlag Orth einem Herzinfarkt. Die Bestattung erfolgte auf dem Friedhof Speyer.

## Partei
Während der Zeit der Weimarer Republik war Orth Mitglied der BVP. Am 28. Oktober 1937 beantragte er die Aufnahme in die NSDAP und wurde rückwirkend zum 1. Mai desselben Jahres aufgenommen (Mitgliedsnummer 5.748.633). Nach dem Zweiten Weltkrieg zählte er zu den Mitbegründern der CDU in der Pfalz und war von 1950 bis 1964 deren Vorsitzender.

## Abgeordneter
Orth war Ratsmitglied der Stadt Speyer und dort Vorsitzender der CDU-Fraktion. Bei der ersten Bundestagswahl 1949 kam er durch den Gewinn eines Direktmandats im Wahlkreis Speyer in den Deutschen Bundestag und wurde 1953 wiedergewählt. Nach seiner Ernennung zum rheinland-pfälzischen Kultusminister legte er am 7. Oktober 1956 sein Bundestagsmandat nieder. Von 1959 bis zu seinem Tode war er Mitglied des rheinland-pfälzischen Landtags.

## Öffentliche Ämter
Nach dem Tod von Albert Finck wurde Orth am 11. September 1956 als Minister für Unterricht und Kultus in die von Ministerpräsident Peter Altmeier geführte Regierung des Landes Rheinland-Pfalz berufen. Dieses Amt übte er in den Kabinetten Altmeier III, IV und V bis zum 18. Mai 1967 aus.

## Ehrungen
- Großes Bundesverdienstkreuz mit Stern und Schulterband, 1962
- Ehrenbürgerschaft der Stadt Germersheim, 1962
- Leibniz-Medaille der Akademie der Wissenschaften und der Literatur Mainz, 1967
- Eduard-Orth-Grundschule in Germersheim
- Dr.-Eduard-Orth-Straße in Speyer